# Chungayo
Chungayo es un caserío peruano ubicado en el distrito de Santo Domingo, perteneciente a la provincia de Morropón del departamento de Piura, al norte del Perú. 

## Ubicación
Chungayo se ubica al norte de la provincia de Morropón, en el distrito de Santo Domingo, en el departamento de Piura.

## Demografía
En 2017 Chungayo tenía una población de 103 habitantes.
| Gráfica de evolución demográfica de Chungayo entre 1993 y 2017 |
|                                                                |
| Fuentes: Población 1993 y 2017                                 |